# Armazón (náutica)
En náutica, armazón es el conjunto de maderos de cuenta y ligazones que forman el esqueleto de una embarcación cualquiera. 
También se aplica a cualquier composición o reunión de piezas que sirven para la formación de alguna cosa sobre ella, como en el caso de la armazón de popa.